# Museu d'Art Tokugawa

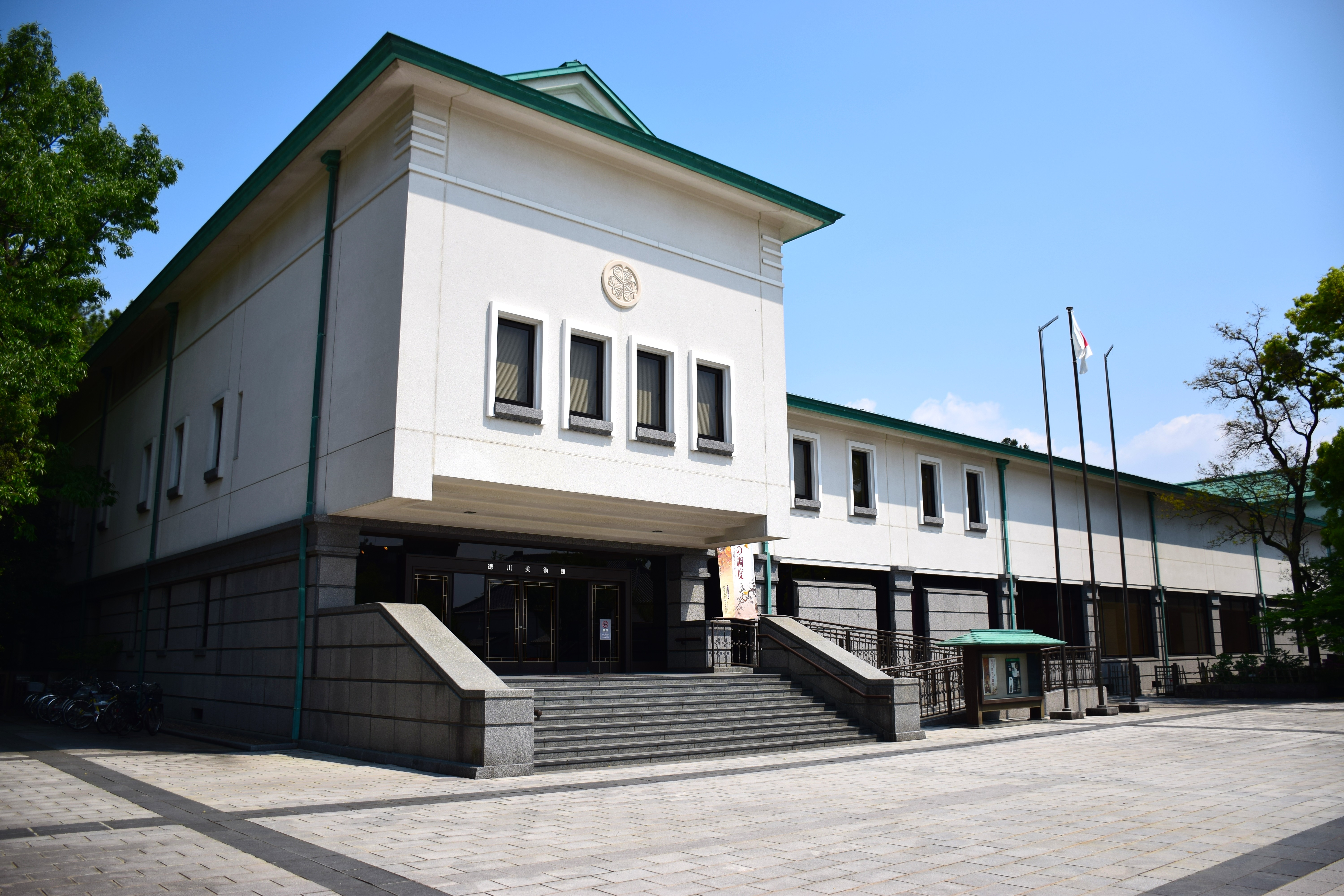
Museu d'Art Tokugawa a Nagoya

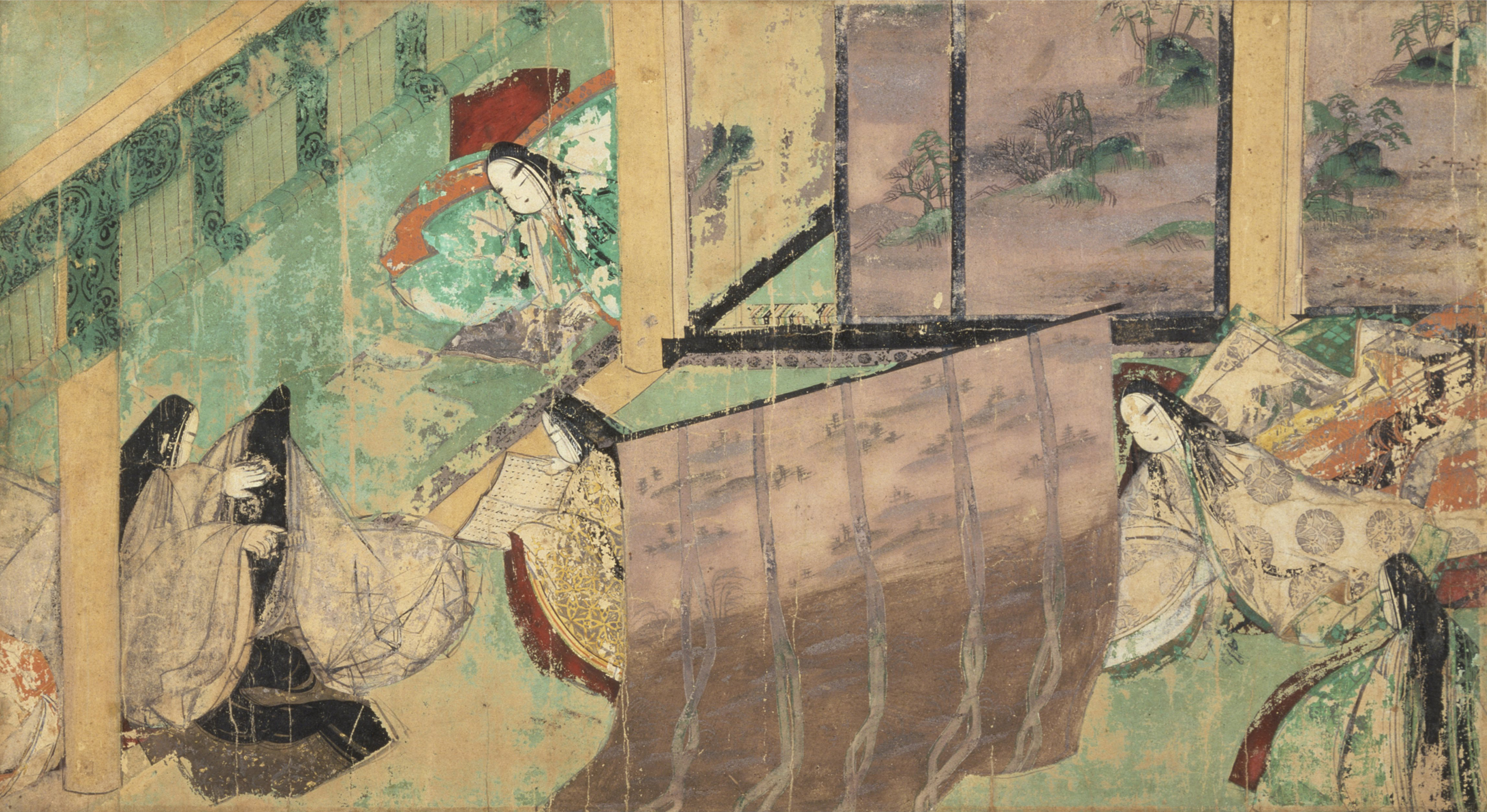
Escena del rotlle il·lustrat del Genji Monogatari (segle XII)

El Museu d'Art Tokugawa (徳川美術館, Tokugawa Bijutsukan) és un museu privat de Nagoya, Japó. La seva col·lecció conté més de 12.000 obres, que inclouen espases, armadures, vestits i màscares Noh, mobles lacats, ceràmica xinesa i japonesa, cal·ligrafia, i pintures de les dinasties xineses Song i Yuan (960-1368).
La més important i valuosa de les peces són tres rotlles il·lustrats del període Heian del Genji Monogatari, datats de l'any 1130.